# Monochamus griseoplagiatus
Monochamus griseoplagiatus är en skalbaggsart som beskrevs av Thomson 1858. Monochamus griseoplagiatus ingår i släktet Monochamus och familjen långhorningar.
Artens utbredningsområde är Gabon. Utöver nominatformen finns också underarten M. g. leonensis.